# 사카모토 고
사카모토 고(일본어: 坂本幸, 1796년 ~ 1846년 8월 1일)는 도사번 고시(鄕士) 사카모토 나오즈미(坂本直澄)의 딸이다. 코우가 나오즈미의 외동딸로 태어나 사카모토가에는 남자가 없었기 때문에 부득이 나오즈미는 도사군(土佐郡) 시오가와 마을(潮江村)의 고시 집안 야마모토가(山本家)로부터 양자를 맞이했다. 바로 코우의 남편 사카모토 나오타리(坂本直足)이다. 자녀로는 2남 3녀를 두었고 그 중 사카모토 료마(坂本龍馬)는 차남에 해당한다. 이름을 읽는 방법은 일반적으론 '고'라고 읽지만 자료에 따라 '사치' 또는 '유키'라고 표기되는 경우도 있다.